# Dragons of Flame
Dragons of Flame è un videogioco di avventura dinamica e di ruolo pubblicato nel 1989 per i computer a 16 bit Amiga, Atari ST e MS-DOS dalla Strategic Simulations (SSI) e nel 1990 per i computer a 8 bit Amstrad CPC, Commodore 64 e ZX Spectrum in collaborazione con la U.S. Gold, anche sviluppatrice delle versioni a 16 bit. Nel 1992 la Pony Canyon pubblicò versioni giapponesi per computer FM Towns e PC-98 e per console Nintendo Entertainment System.
È basato ufficialmente sul gioco di ruolo Advanced Dungeons & Dragons e sulla saga di Dragonlance. È vagamente ispirato alla seconda metà del romanzo I draghi del crepuscolo d'autunno e al secondo modulo del gioco di ruolo di Dragonlance, l'omonimo Dragons of Flame. L'immagine di copertina è un disegno di Jeff Easley.
Dopo Heroes of the Lance e War of the Lance è il terzo videogioco su Dragonlance e il terzo della collana Silver Box della SSI, composta da giochi più orientati all'azione rispetto ai suoi tipici videogiochi di ruolo. È il seguito diretto di Heroes of the Lance e il predecessore di Shadow Sorcerer.

## Trama
Il mondo fantastico di Krynn sta subendo l'invasione dei Draconici (uomini rettile; nei libri di Dragonlance sono tradotti Draconici, ma sulla confezione italiana del gioco sono tradotti Draconiani). Nel precedente Heroes of the Lance un gruppo di otto eroici personaggi di Dragonlance già apparsi nelle opere cartacee (Goldmoon, Riverwind, Raistlin Majere, Caramon Majere, Tanis il Mezzelfo, Sturm Brightblade, Tasslehoff Burrfoot, Flint Fireforge) ha ottenuto i Dischi di Mishakal che conferiscono poteri unici da sacerdotessa a Goldmoon. In seguito il gruppo è stato fatto prigioniero dai Draconici, ma liberato grazie a un attacco degli elfi. Ora devono viaggiare verso sud attraverso il territorio in preda al caos per raggiungere la fortezza di Pax Tharkas in mano al nemico, recuperare la spada Wyrmslayer e liberare gli schiavi per riunire le forze della resistenza.
Durante l'avventura potranno unirsi al gruppo alcuni alleati, in particolare la principessa elfica Laurana, fondamentale per la vittoria.
La Wyrmslayer si trova nelle caverne di Sla-Mori, da attraversare per raggiungere la fortezza, e pare che sia l'unica arma in grado di sconfiggere i due draghi rossi che si trovano all'interno di Pax Tharkas e che danno il nome al gioco.

## Modalità di gioco
Si controllano fino a dieci personaggi, che si muovono in tempo reale in gruppo, ma soltanto uno alla volta è visibile in campo e combatte in prima linea.
Il gioco inizia all'aperto, con gli 8 personaggi fissi. I Draconiani e altri ostili si trovano ovunque e gli scontri iniziano ben presto.
Si dispone di visuale dall'alto oppure di lato, selezionabili liberamente dal giocatore durante gli spostamenti. In caso di combattimento la visuale diventa forzatamente di lato. Generalmente la vista dall'alto è più chiara per l'esplorazione, ma quella di lato può servire per saltare ostacoli.
La vista dall'alto, dove si effettuano solo spostamenti direzionali, è con scorrimento in tutte le otto direzioni. Si vedono le caratteristiche del territorio nei dintorni, i nemici in movimento e altri personaggi.
Su Amstrad CPC e ZX Spectrum la vista dall'alto non è presente affatto, così come non è presente lo scenario all'aperto e il gioco comincia direttamente nella fortezza di Pax Tharkas.
La visuale di lato è bidimensionale e ravvicinata, orientabile nord-sud o est-ovest dal giocatore. In questa modalità si può camminare e saltare a destra e sinistra, attaccare e schivare.
I mostri possono arrivare da destra e sinistra, ma anche entrare e uscire di scena trasversalmente senza preavviso. Il terreno può costituire piattaforme su cui salire.
È presente lo scorrimento orizzontale, ma non su Amstrad, C64 e Spectrum, dove la scena si sposta a scatti. Inoltre nelle edizioni su cassetta l'aspetto del proprio personaggio rimane sempre lo stesso indipendentemente da quale si seleziona.
Con entrambe le visuali, la parte inferiore dello schermo mostra sempre i ritratti dei propri personaggi disposti su due file, ciascuno con la relativa barra dell'energia vitale, e una bussola per orientarsi quando si è nella visuale di lato.
In qualsiasi momento è possibile fermare il gioco e accedere a un menù di testo con altri comandi. Qui si può cambiare l'ordine di schieramento dei personaggi, mostrarne le caratteristiche, usare magie, prendere, lasciare, dare e usare oggetti, visualizzare la mappa di tutto lo scenario, consultare il punteggio, salvare e caricare.
In combattimento gli esiti dipendono dalle caratteristiche dei contendenti e dal controllo diretto da parte del giocatore del personaggio visibile. Questi combatte in prima linea mentre gli altri lo possono supportare con le magie. Solo i primi 4 personaggi nell'ordine del gruppo interagiscono e possono subire danni. Se il personaggio frontale finisce l'energia e viene abbattuto, subentra il personaggio successivo nell'ordine dei ritratti.
Gli attacchi del personaggio frontale sono in corpo a corpo oppure a distanza, automaticamente in base alla posizione dell'avversario, se si ha un'arma da lancio. I colpi ravvicinati possono essere diretti in basso, in alto o a media altezza.
La magia, tra i personaggi di base, è disponibile solo a Raistlin e Goldmoon. Entrambi hanno una quantità di cariche magiche che una volta consumate non si ripristinano. Goldmoon ha i poteri difensivi dei Dischi di Mishakal, tra cui la risurrezione di compagni caduti, e Raistlin ha vari incantesimi anche d'attacco. Goldmoon ha anche altre magie proprie illimitate, che si rigenerano dopo l'uso con il riposo, come guarigioni lievi e disattivazione di trappole.
I nemici sono poco distinguibili nella visuale dall'alto, ma a distanza ravvicinata ognuno ha delle caratteristiche ben definite. I Draconici più comuni sono di due tipi, i Baaz e i Bozak, questi ultimi usano la magia e sono pericolosi anche perché quando uccisi esplodono ferendo tutti nelle vicinanze. Tra gli altri nemici ci sono vespe giganti, grifoni, troll, viverne, Draconici Kapaz dotati di veleno, nanetti Aghar quasi innocui, arcieri, zombi, fantasmi, lupi, sanguisughe giganti. Ogni razza richiede una strategia specifica, ad esempio i mastini da guerra lottano all'ultimo sangue a meno che non li si nutra, nel qual caso si allontaneranno.
Si incontrano anche personaggi amichevoli che potrebbero unirsi alla compagnia, offrendo informazioni e partecipazione ai combattimenti.
Si può trovare una varietà di oggetti utili. Raccogliere un oggetto lo rende utilizzabile nel menù e fa aumentare il punteggio. Ci sono armi e armature, anelli e pozioni che migliorano gli attributi di alcuni personaggi o curano le ferite.
Quando, molto avanti nel gioco (o fin dall'inizio su CPC e Spectrum), si raggiunge la fortezza di Pax Tharkas, non è più disponibile la visuale dall'alto, ma occorre esplorare solo con la visuale di lato.
Pax Tharkas è composta da diversi livelli contenenti una varietà di trappole e passaggi segreti ed è molto simile al precedente Heroes of the Lance.
Le conversioni giapponesi di Dragons of Flame (NES, FM Towns, PC-98) presentano molte revisioni, tra cui gli spazi per i personaggi ridotti a 8. Ci sono cambiamenti importanti soprattutto su Towns e PC-98: i combattimenti avvengono casualmente, senza poter avvistare prima i nemici, che non sono presenti affatto nella visuale dall'alto; la vista di lato è disponibile solo durante i combattimenti; gli scontri sono dei picchiaduro più avanzati, con mosse diverse per ogni personaggio.
Il testo a video è disponibile solo in inglese, tranne la versione NES che è in giapponese e quelle FM Towns e PC-98 dove sono selezionabili entrambe le lingue.
Confezioni e manuali furono prodotti anche in italiano, una novità per i giochi della SSI.

## Accoglienza
Almeno per quanto riguarda le versioni occidentali, i giudizi della critica di settore furono variabili, di solito con medie moderatamente positive.
Ad esempio la rivista Zzap! assegnò un voto di 77% alla versione Commodore 64, considerando povero soltanto il sonoro, ma in occasione della ripubblicazione economica di due anni dopo ridusse il voto a 52%.
Dragons of Flame diede buoni risultati come il suo predecessore e la SSI ne vendette direttamente 55 711 copie.